# Laciniogonus fritzi
Laciniogonus fritzi är en mångfotingart som beskrevs av Pierrard 1968. Laciniogonus fritzi ingår i släktet Laciniogonus och familjen Odontopygidae. Inga underarter finns listade i Catalogue of Life.